# Argomaniz
Argomaniz (baskiska: Argomaiz) är en ort i Spanien.   Den ligger i provinsen Araba / Álava och regionen Baskien, i den norra delen av landet, 290 km norr om huvudstaden Madrid. Argomaniz ligger 568 meter över havet och antalet invånare är 149.
Terrängen runt Argomaniz är platt åt nordväst, men åt sydost är den kuperad. Runt Argomaniz är det ganska glesbefolkat, med 22 invånare per kvadratkilometer. Närmaste större samhälle är Vitoria, 10,7 km väster om Argomaniz. Trakten runt Argomaniz består till största delen av jordbruksmark.